# アイゼンシュタイン整数

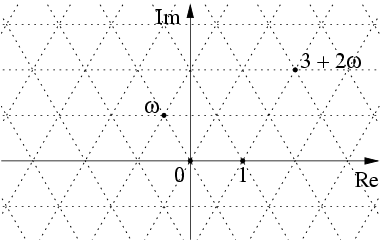
複素数平面内の、正三角形を成す格子における格子点は、アイゼンシュタイン整数を表す。

アイゼンシュタイン整数（アイゼンシュタインせいすう、Eisenstein integer）とは、フェルディナント・ゴットホルト・マックス・アイゼンシュタインに因んで名付けられた複素数の一種である。正確には、整数 a, b と 1 の原始3乗根
{\displaystyle \omega :=e^{i\cdot {\frac {2}{3}}\pi }={\frac {-1+{\sqrt {3}}\,i}{2}}}
に対して a + bω の形の複素数のことである。b = 0 の場合は通常の整数を表すので、通常の整数もアイゼンシュタイン整数の一種である。区別のために、通常の整数は有理整数と呼ばれることもある。
アイゼンシュタイン整数全体の集合は Z[ω] と表し、これをアイゼンシュタイン整数環と呼ぶ。すなわち、
{\displaystyle \mathbb {Z} [\,\omega \,]:=\{a+b\,\omega \mid a,b\in \mathbb {Z} \}}
である。Z[ω] は複素数体 C の部分環であるから、整域である。
Q を有理数体とし、
{\displaystyle \mathbb {Q} (\,\omega \,):=\{a+b\omega \mid a,b\in \mathbb {Q} \}}
と定義する。Z[ω] は Q[ω] の代数的整数環である。Q[ω] は、典型的な代数体であるところの円分体や二次体の一種であるので、アイゼンシュタイン整数環は代数的整数論における最も基本的な対象の一つである。

## ノルム
アイゼンシュタイン整数 α = a + bω は二次方程式
x2 − (2a − b) x + (a2 − ab + b2) = 0
の解である（よってアイゼンシュタイン整数は代数的整数である）。この方程式のもう一つの根は a + bω2 (= (a − b) − bω) である。これを α の共役といい、α で表す（この場合、α は α の複素共役でもある）。方程式の係数に現れる、共役との和 2a − b を α のトレース（英：trace、もしくはシュプール、独：Spur）、共役との積 a2 − ab + b2 を α のノルムという。すなわち、アイゼンシュタイン整数のノルムとは
N(a + bω) := a2 − ab + b2
で与えられる非負の有理整数である。この値は 3 の倍数または 3 で割って 1 余る整数であることが容易に分かる。また、ノルムは絶対値の平方に等しいので、絶対値の乗法性よりノルムも乗法的性質を持つ。すなわち、2つのアイゼンシュタイン整数 α, β に対して
N(αβ) = N(α) N(β)
が成り立つ。

## 整除性
有理整数環 Z における通常の用語と同様にして、アイゼンシュタイン整数環においても倍数、約数などの整除性に関する用語が定義される。1 の約数を単数という。ノルムの乗法的性質を用いると、アイゼンシュタイン整数環における単数は  の6つのみであることが分かる。
2つのアイゼンシュタイン整数が同伴であるとは、その比が単数であることをいう。例えば、1 + 3ω = (2 − ω) × ω であるので、1 + 3ω と 2 − ω は同伴である。単数は、6個の単数を約数に持ち、それ以外の任意のアイゼンシュタイン整数は、6個の単数および自身と同伴なもの6個の計12個を約数に持つ。これを自明な約数という。

## アイゼンシュタイン素数

複素数平面上のアイゼンシュタイン素数。同伴なものは正六角形の頂点に配置されるので、このように対称性のある図形を描く。

単数ではなく、かつ自明な約数しか持たないアイゼンシュタイン整数をアイゼンシュタイン素数と呼ぶ。区別のために、通常の素数は有理素数と呼ぶこともある。ノルムが有理素数であるようなアイゼンシュタイン整数は素数であるが、その逆は正しくない。どのようなアイゼンシュタイン整数が素数であるかを見るには、有理素数が Z[ω] においてどのように分解するかを調べる必要がある。
まず、3 は −(1 + 2ω)2 と等しい。すなわち、3 は同伴な2つのアイゼンシュタイン素数の積に表せるのであって、この状況を「3 は分岐する」という。
次に、3n + 2 の形の有理素数 p は Z[ω] でも素数であることが分かる。この状況を「p は惰性する」という。実際、p = 3n + 2 が2つの（単数でない）アイゼンシュタイン整数の積 αβ に等しいとすると、ノルムを取って N(α)N(β) = p2 より N(α) = p を得るが、両辺を 3 で割った余りが等しくないので矛盾である。
最後に、証明は簡単ではないが、3n + 1 の形の有理素数 p は2つの同伴でないアイゼンシュタイン素数の積に表せることが知られている。このことは、p が x2 + 3y2 の形に表せることと同等である（参考：二個の平方数の和#重みつき平方数の和）。
結局、アイゼンシュタイン素数は以下の3つのタイプがあることが分かる。
- ノルムが 3 であるもの。すなわち、±(1 − ω), ±(2 + ω), ±(1 + 2ω) の6つ。
- ノルムが 3n + 1 の形の素数であるもの。例えば 1 + 3ω, 2 − ω など。
- 3n + 2 の形の有理素数と同伴であるもの。例えば 2, 2 + 2ω など。

## 素因数分解の一意性
アイゼンシュタイン整数環は素元分解整域である。すなわち、大雑把に述べると
「任意のアイゼンシュタイン整数はアイゼンシュタイン素数の積として一意に表すことができる」
ただし、この「一意」は適切に解釈されなければならず、順序を入れ替えただけの分解や、アイゼンシュタイン素数が同伴の違いしかないものは同一視する。
実際、アイゼンシュタイン整数環はユークリッド整域であり、よって一般の環論より単項イデアル整域、さらには素元分解整域であることが従う。Z[ω] がノルムに関してユークリッド整域であるとは、次の命題が成り立つことを意味する。
任意のアイゼンシュタイン整数 α, β (≠ 0) に対して α = βγ + δ かつ N(δ) < N(β) を満たすアイゼンシュタイン整数 γ, δ が存在する。
実際、複素数平面において α/β に最も近いアイゼンシュタイン整数 γ を取ると
{\displaystyle \left|{\frac {\alpha }{\beta }}-\gamma \right|\leq {\frac {1}{\sqrt {3}}}<1}
（中辺は一辺の長さが 1 の正三角形の重心から頂点への距離）であることから、N(α − βγ) < N(β) となるので、δ = α − βγ とおけばよい。

## 歴史
アイゼンシュタインがアイゼンシュタイン整数を導入した動機は、3乗剰余の問題、すなわち、
整数 n と素数 p に対して合同式 x3 ≡ n (mod p) が解を持つのはいかなる場合か。
という問題に答えるためである。1796年に平方剰余の相互法則を証明したガウスはその後、高次の相互法則について研究した。彼は1828年と1832年に、4乗剰余に関する論文を刊行し、4乗剰余を考える際には、有理整数環 Z に 1 の原始4乗根を付加した環を考えることが本質的であることを示した。3乗剰余の問題に対してはアイゼンシュタイン整数環が本質的であることは、その類似である。アイゼンシュタインは、1844年に3乗剰余の相互法則を定式化し、証明を与えた。